# Graphinotus ornatus
Graphinotus ornatus is een hooiwagen uit de familie Gonyleptidae.